# جایزه بزرگ برزیل ۱۹۷۶
جایزه بزرگ برزیل ۱۹۷۶ (انگلیسی: ‎1976 Brazilian Grand Prix‎) یک مسابقهٔ موتوری در رشتهٔ اتومبیل‌رانی فرمول یک بود که در تاریخ ۲۵ ژانویهٔ ۱۹۷۶ در اینترلاگوس واقع در سائو پائولو، برزیل برگزار شد. این گراند پری در میان ۱۶ گراند پری در فصل ۱۹۷۶، مسابقهٔ شمارهٔ ۱ بود.
در این مسابقه که در ۴۰ دور و به مسافت ۳۱۸٫۴۰۰ کیلومتر (۱۹۷٫۸۴۵ مایل) برگزار شد، پول پوزیشن توسط جیمز هانت کسب شد و سریع‌ترین زمان برای طی یک دور پیست که برابر با ۲:۳۵٫۰۷ بود نیز توسط ژان-پیر جاریه به ثبت رسید.
نیکی لائودا از تیم فراری، پاتریک دیپلر از تیم تایرل-فورد و تام پرایس از تیم شدو-فورد به‌ترتیب مقام‌های اول تا سوم مسابقه را کسب کردند.

## رده‌بندی قهرمانی پس از مسابقه
| جایگاه | راننده            | امتیاز |
| ------ | ----------------- | ------ |
| ۱      | نیکی لائودا       | ۹      |
| ۲      | پاتریک دیپلر      | ۶      |
| ۳      | تام پرایس         | ۴      |
| ۴      | هانس یواخیم اشتوک | ۳      |
| ۵      | جودی شکتر         | ۲      |
| منبع:  |                   |        |

| جایگاه | سازنده      | امتیاز |
| ------ | ----------- | ------ |
| ۱      | فراری       | ۹      |
| ۲      | تایرل-فورد  | ۶      |
| ۳      | شدو-فورد    | ۴      |
| ۴      | مارچ-فورد   | ۳      |
| ۵      | مک‌لارن-فورد | ۱      |
| منبع:  |             |        |

یادداشت
- تنها پنج جایگاه نخست از هر رده‌بندی نمایش داده شده‌است.